# Maria di Bulgaria (imperatrice latina)
Maria di Bulgaria (fl. XIII secolo) è stata imperatrice consorte dell'Impero latino di Costantinopoli.

## Famiglia
Era figlia di Kalojan di Bulgaria e, forse, di sua moglie Anna "Kumankata", che poi sposò Boril di Bulgaria, nipote del suo primo marito. Tra gli zii paterni vi erano Pietro IV di Bulgaria e Ivan Asen I di Bulgaria. 

## Imperatrice consorte
Probabilmente nel 1213, Maria sposò Enrico di Fiandra, Imperatore latino di Costantinopoli, di cui fu la seconda moglie. Secondo John Van Antwerp Fine Jr., il matrimonio faceva parte di un'alleanza tra il di lei patrigno Boril ed Enrico. L'alleanza avrebbe avvantaggiato l'Impero latino, assicurando la Tracia e il Regno di Tessalonica dalla minaccia di invasione da parte del Secondo Impero bulgaro. Cià avrebbe permesso a Enrico di affrontare l'Impero di Nicea. Da parte sua, Boril, che durante la guerra contro l'Impero latino aveva subito perdite sia in termini di uomini che di territorio e no peteva in quel momento espandere i propri territori, potrebbe aver visto l'alleanza come un modo per proteggere i propri confini dall'invasione latina. In ogni caso, il matrimonio concluse la prima fase delle guerre bulgaro-latine.
L'11 giugno 1216 Enrico morì a Salonicco. Il destino di Maria, che fu sospettata di aver avvelenato il marito, è sconosciuto. Il loro matrimonio fu senza figli. A Enrico successe il cognato Pietro II di Courtenay.